# Judge Dredd
Judge Dredd (Judecătorul Dredd, numele real Joseph Dredd) este un personaj fictiv din seria de benzi desenate SF britanică 2000 AD. Personajul a fost creat de scriitorul John Wagner și artistul Carlos Ezquerra și a apărut prima dată în 2000 AD no. 2  în martie 1977. 
Dredd locuiește în Megacity-One, un oraș american din viitor care ocupă mare parte din coasta de est a Americii de Nord. Orașul are un sistem justițiar unic ce este alcătuit din judecătorii de stradă (Street Judges), niște polițiști care au la dispoziție arme, vehicule și armuri avansate. Odată ce aceștia idetifică și prind criminali îi arestază, judecă și pedepsesc prin diverse feluri, inclusive letale. Dredd este cel mai respectat și temut dintre acești judecători. 
Revistele care urmăresc aventurile personajului sunt lăudate pentru explorarea unor teme precum sistemele totalitare  și fascismul.